# 쉬서우란 대 펑위 사건
쉬서우란 대 펑위 사건은 펑위 사건 또는 난징 펑위 사건으로도 불리며, 2007년 난징시 지방법원에 제기된 중화인민공화국의 민사 소송이다.
2006년, 펑위(彭宇)는 쉬서우란(徐寿兰)이 낙상하여 넙다리뼈가 골절된 것을 발견했다. 펑위는 쉬서우란을 도와 인근 병원으로 데려갔다. 쉬서우란은 펑위가 자신의 낙상을 유발했다고 비난하며 의료비 지불을 요구했다. 법원은 원고의 손을 들어 펑위에게 손해배상 책임을 부과하며, 구체적인 증거는 부족하지만 "죄책감을 느끼지 않는다면 아무도 양심적으로 다른 사람을 돕지 않을 것"이라고 판결했다. 이 판결은 언론에 대대적으로 보도되었고, 결정에 대한 대중의 분노를 불러일으켰다. 이 사건은 착한 사마리아인의 법이 부재하여 중국 대중이 응급 상황에서 도움을 주다가 민사 책임에 취약하다는 점을 시사했기 때문에 획기적인 사건으로 여겨진다.

## 사건
2006년 11월 20일, 펑위는 시내버스에서 내리다 넘어진 노부인 쉬서우란을 만났다. 펑위는 쉬서우란을 병원으로 데려갔고, 치료비로 200 인민폐를 기부했다. 병원에서 쉬서우란은 넙다리뼈 골절 진단을 받았고, 넙다리뼈 교체 수술을 받아야 한다는 말을 들었다. 쉬서우란은 펑위에게 의료비 지불을 요구했고, 펑위가 거부하자 그가 자신의 낙상을 유발했다고 주장하며 개인 상해 배상 소송을 제기했다. 법정 밖 중재가 실패하자, 이 사건은 2007년 4월 1일 난징시 구러우구 인민법원에 상정되었다. 법정에서 쉬서우란은 펑위가 자신을 밀치는 것을 보았다고 주장한 반면, 펑위는 자신이 쉬서우란이 넘어진 것을 본 후에야 접근했다고 주장했다. 현장에 있던 목격자 천얼춘은 쉬서우란이 두 버스 사이를 옮겨 타다가 설명할 수 없이 넘어졌다고 주장했다. 그는 펑위가 쉬서우란이 넘어진 후에야 현장에 도착했으며, 자신은 두 사람이 쉬서우란의 친척에게 전화하는 것을 도왔다고 주장했다. 이러한 진술은 쉬서우란에 의해 세 번째 법원 청문에서 단호히 거부되었다.
이 사건은 펑위가 버스에서 내리던 중 우연히 쉬서우란을 밀쳤음을 인정하고, 2008년 3월에 합의된 소송상 합의에서 10,000위안의 배상금을 지불하는 것으로 마무리되었다. 양측은 상소를 철회하고 사건의 세부 사항을 공개하지 않기로 합의했다. 그러나 양측의 동의를 얻어 난징 정치법률위원회 리우 지웨이 국장은 펑위의 유죄 인정과 법원에서 합의된 배상 계약을 포함한 사건의 세부 사항을 나중에 지역 잡지에 공개했다. 리우는 이 사건이 심각하게 오해되었고 도덕적 기준의 전환점이라고 여겨졌기 때문에 합의를 공개한다고 말했다. 이는 펑위와 쉬서우란 양 당사자도 공유하는 입장으로, 펑위의 거짓 초기 사기 주장이 야기한 초기의 냉각 효과를 바로잡기 위해 사건 정보를 공개하는 데 동의했다.

## 같이 보기
- 방관자 효과
- 왕위에 사망 사건